# Швајншид
Швајншид (њем. Schweinschied) општина је у њемачкој савезној држави Рајна-Палатинат. Једно је од 119 општинских средишта округа Бад Кројцнах. Према процјени из 2010. у општини је живјело 178 становника. Посједује регионалну шифру (AGS) 7133092.

## Географски и демографски подаци
Швајншид се налази у савезној држави Рајна-Палатинат у округу Бад Кројцнах. Општина се налази на надморској висини од 240 метара. Површина општине износи 6,4 km². У самом мјесту је, према процјени из 2010. године, живјело 178 становника. Просјечна густина становништва износи 28 становника/km².